# وتتت سوس بیومنت
وتتت سوس بیومنت (به فرانسوی: Vattetot-sous-Beaumont) یک کامین در فرانسه است که در Canton of Goderville واقع شده‌است.

## خصوصیات
وتتت سوس بیومنت ۶٫۹۴ کیلومترمربع مساحت و ۵۳۳ نفر جمعیت دارد و ۱۴۰ متر بالاتر از سطح دریا واقع شده‌است.